# Lijst van spelers van IFK Göteborg
Deze lijst omvat voetballers die bij de Zweedse voetbalclub IFK Göteborg spelen of gespeeld hebben. De spelers zijn alfabetisch gerangschikt.

## A
- Anders Ahlberg
- Mads Albæk
- Daniel Alexandersson
- Niclas Alexandersson
- Joel Allansson
- Henry Almén
- Reine Almqvist
- John Alvbåge
- Niclas Andersén
- Andreas Andersson
- Bengt Andersson
- Erik Andersson
- Ernst Andersson
- Gunnar Andersson
- Gustaf Andersson
- Henry Andersson
- Kennet Andersson
- Lars Andersson
- Lennart Andersson
- Michael Andersson
- Nils Andersson
- Patric Andersson
- Peter Andersson
- Robert Andersson
- Theodor Andersson
- Verner Andersson
- Johan Anegrund
- Mikael Antonsson
- Tim van Assema
- William Atashkadeh
- Berndt Attemalm
- Ludwig Augustinsson
- Jonathan Azulay

## B
- Nicklas Bärkroth
- Stefan Bärlin
- Lee Baxter
- Arthur Bengtsson
- Patrik Bengtsson
- Fritz Berg
- Jonatan Berg
- Marcus Berg
- Bengt Berndtsson
- Bengt Bertilsson
- Teddy Bjarnason
- Mattias Bjärsmyr
- Joachim Björklund
- Petter Björlund
- Sam Bjur
- Jesper Blomqvist
- Karl Bohm
- Darijan Bojanic
- Erik Börjesson
- Reino Börjesson
- Rolf Borssén
- Tobias Bratt
- Yngve Brodd

## C
- Jerry Carlsson
- Kjell-Åke Carlsson
- Mats Carlsson
- Nicklas Carlsson
- Kim Christensen
- Rickard Claesson
- Dan Corneliusson
- Martin Crossa

## D
- Linus Dahl
- Erik Dahlin
- Sven Danielsson
- Mamadou Diallo
- Andreas Drugge
- Mikael Dyrestam
- Patrick Dyrestam

## E
- Ralf Edström
- Erik Eiserman
- Nils Ekeroth
- Rolf Eklöf
- Håkan Eklund
- Dan Heimer Ekner
- Johnny Ekström
- Rune Emanuelsson
- Ove Engström
- Gustav Engvall
- Per-Ove Enström
- Björn Ericsson
- Martin Ericsson
- Pär Ericsson
- Nils Eriksson
- Ove Eriksson
- Peter Eriksson
- Sebastian Eriksson
- Magnus Erlingmark
- Kaj Eskelinen
- Hans Eskilsson
- Mathias Etéus

## F
- Arvid Fagrell
- Alexander Faltsetas
- Pontus Farnerud
- Reine Feldt
- Leif Forsberg
- Stig Fredriksson
- Dan Fröberg

## G
- Stephen Gardner
- Ali Gerba
- Nordin Gerzić
- Kristopher Da Graca
- Krister Granbom
- Joakim Grandelius
- Tryggve Granqvist
- Gunnar Gren
- Mats Gren
- Joel Gustafsson
- Magnus Gustafsson
- Oskar Gustafsson
- Åke Gustavsson
- David Gutierrez-Arvidsson

## H
- Philip Haglund
- Åke Hansson
- Holger Hansson
- Per-Olof Hansson
- Thomas Hansson
- Peter Hedman
- Harry Hellberg
- Ove Hellmér
- Jonas Henriksson
- Lars Henriksson
- Sebastian Henriksson
- Andreas Hermansson
- Hjörtur Hermannsson
- Erik Hjelm
- Glenn Holm
- Martin Holmberg
- Knut Holmgren
- Tommy Holmgren
- Tord Holmgren
- Jon Inge Høiland
- Olle Hultfeldt
- Thomas Hvenfelt
- Glenn Hysén
- Tobias Hysén

## I
- Peter Ijeh
- Klas Ingesson

## J
- Sören Järelöv
- Adam Johansson
- Allan Johansson
- Bertil Johansson
- Carl Johansson
- David Johansson
- Filip Johansson
- Jakob Johansson
- Karl Johansson
- Magnus Johansson
- Magnus Johansson (1964)
- Nils Johansson
- Ronald Johansson
- Sebastian Johansson
- Ulf Johansson
- Helge Johnsson
- Dennis Jonsson
- Hjálmar Jónsson
- Nils Jonsson

## K
- Pontus Kåmark
- Eldin Karisik
- Bengt-Åke Karlsson
- Christian Karlsson
- Conny Karlsson
- Herbert Karlsson
- Joacim Karlsson
- Kenny Karlsson
- Pär Karlsson
- Robert Karlsson
- John Karlsson-Nottorp
- Magnus Kihlberg
- Ove Kindvall
- Sampo Koskinen
- Stephan Kullberg

## L
- Alejandro Lago
- Stefan Landberg
- Leif Larsson
- Peter Larsson
- Sam Larsson
- Dick Last
- Ismail Lawal
- Fredrik Leksell
- Erik Levin
- Valter Lidén
- Mats Lilienberg
- Gunro Lindberg
- Odd Lindberg
- Stefan Lindqvist
- Daniel Ljungholm
- Gunnar Löfgren
- Peter Lönn
- Teddy Lucic
- Erik Lund
- Valdus Lund
- Jonas Lundén
- Arthur Lundin
- Christian Lundström
- Mattias Lundström
- Tommy Lycén

## M
- Gustaf Magnusson
- Olof Magnusson
- Mikael Martinsson
- Chris Mbamba
- Håkan Mild
- Pär Millqvist
- David Moberg-Karlsson
- Per Mordt
- George Mourad
- Zlatan Muslimović
- Kamal Mustafa

## N
- Alexander Nadj
- Erik Nevland
- Donald Nicklasson
- Göran Nicklasson
- Andreas Nilsson
- Lennart Nilsson
- Mikael Nilsson
- Roland Nilsson
- Stellan Nilsson
- Torbjörn Nilsson
- Olle Nordin
- Björn Nordqvist
- Billy Nordström
- Åke Norén
- Arne Nyberg
- Ralph Nyberg

## O
- Carl Ohlsson
- Owe Ohlsson
- Sebastian Ohlsson
- Þorsteinn Ólafsson
- Reine Olausson
- Jonas Olsson
- Thomas Olsson
- Börje Oskarsson
- Ernst Östlund

## P
- Steinar Pedersen
- Tore Pedersen
- Francisco Javier de Pedro
- Joakim Persson
- Magnus Persson
- Andreas Peterson
- Bengt Pettersson
- Stefan Pettersson
- Jan Prochazka
- Robert Prytz

## R
- Marino Rahmberg
- Mathias Ranégie
- Jari Rantanen
- Andreas Ravelli
- Thomas Ravelli
- Stefan Rehn
- Richard Richardsson
- Fredrik Risp
- Bastian Rojas Diaz
- Tomas Rosenkvist
- Anders Rydberg
- Gunnar Rydberg
- Sven Rylander

## S
- Janne Saarinen
- Erkan Saglik
- Emil Salomonsson
- Herbert Samuelsson
- Kabba Samura
- Tobias Sana
- Håkan Sandberg
- Marcus Sandberg
- Mauritz Sandberg
- Mikael Sandklef
- Sulejmen Sarajlic
- Dennis Schiller
- Glenn Schiller
- Caleb Schylander
- Stefan Selaković
- José Shaffer
- Kolbeinn Sigþórsson
- Ragnar Sigurðsson
- Martin Smedberg
- Daniel Sobralense
- Robin Söder
- Erik Sorga
- David Stenman
- Hannes Stiller
- August Strömberg
- Glenn Strömberg
- Kjell Sundh
- Gustav Svensson
- Harry Svensson
- Henning Svensson
- Ingvar Svensson
- Jimmy Svensson
- Karl Svensson
- Ola Svensson
- Ruben Svensson

## T
- Emmanuel Tetteh
- Erik Thorstvedt
- Ove Tobiasson
- Konrad Törnqvist
- Tuomo Turunen

## U
- Martin Ulander

## V
- Hjörtur Valgarðsson
- Andrés Vásquez
- Magnus Verdin
- Lasse Vibe
- Oscar Vilhelmsson

## W
- Erik Wahlstedt
- Jonas Wallerstedt
- Lennart Wallin
- Kjetil Wæhler
- Joakim Wendt
- Oscar Wendt
- Pontus Wernbloom
- Thomas Wernersson
- Daniel Westlin
- Axel Wingård
- Samuel Wowoah

## Z
- Hampus Zackrisson
- Lars Zetterlund